# Menjador social
Els menjadors socials són espais que proporcionen serveis de forma temporal, àpats elaborats a persones i famílies amb falta de recursos i que necessiten ajuda per a la subsistència. És un dels recursos d'alimentació d'urgència amb major antiguitat a Europa. L'objectiu principal dels menjadors socials és assegurar una alimentació bàsica i al mateix temps oferir un espai que els permet fomentar les relacions socials.

El servei de menjador es presta en un establiment social i ha de garantir que l'entorn físic sigui adequat i que propiciï un ambient integrador i educatiu, a la vegada es dona l'oportunitat de rebre els aliments per recollida de càtering o càtering a domicili si la situació ho requereix. Els menús que se serveixen tenen totes les garanties de sanitat, higiene, conservació, varietat i equilibri dietètic. 

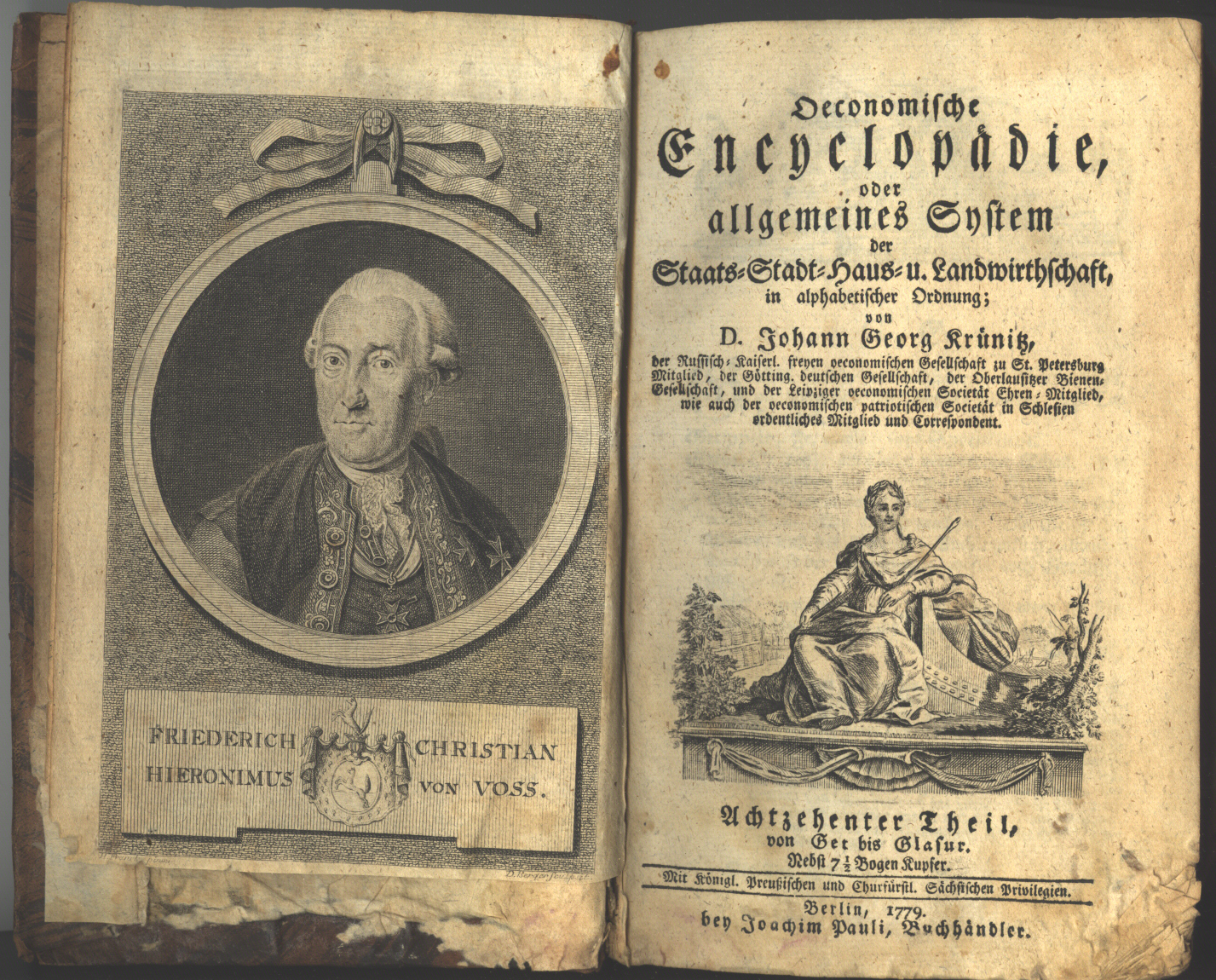
Oeconomischen Encyclopädie

Els menjadors socials no podrien proporcionar aquest servei sense l'oportuna col·laboració d'organitzacions com la Creu Roja, Càritas o la Federació Espanyola de Banc d'Aliments, que en determinades temporades de l'any preparen campanyes per a recollir aliments i repartir-los entre els menjadors socials de tot el país.
Les funcions principals dels menjadors socials són: proporcionar àpats a aquelles persones amb escassos recursos o menys afavorides, assegurar una dieta adequada, col·laborar en els plans d'intervenció de les persones i/o famílies, ser referent per a la detecció i prevenció de situacions de necessitats, transport d'aliments i provisions a les persones que no poden desplaçar-se fins als llocs on funcionen els menjadors socials i que, per tant, hagin de rebre directament al seu domicili, ajudes i subvencions de les organitzacions a càrrec d'aquests llocs per a l'adquisició de bons i targetes de transport de persones que acreditin una situació d'extrema vulnerabilitat o fonts d'ingressos insuficients, integració de persones amb característiques similars i, en la mesura del possible, formació de grups o xarxes de suport entre els mateixos beneficiats o entre aquests i els voluntaris i particulars. En alguns d'aquests llocs solen sorgir grups d'incidència o plataformes amb iniciatives que busquen millorar les condicions de vida de persones en situació de vulnerabilitat.

## Història
La història dels menjadors socials es remunta al segle xviii segons menciona Johann Georg Krünitz en l'enciclopèdia econòmica (Oeconomischen Encyclopädie). El qual esmenta l'existència d'aquestes institucions per a persones necessitades en grans ciutats europees com ara Hamburg, Londres o Múnic. Oferien una sopa econòmica, una sopa de baix preu, de fàcil preparació i nutritiva. A Espanya es tenen dades d'existència de menjadors socials que tenen més de quatre segles com és: l'Ave María de Madrid.

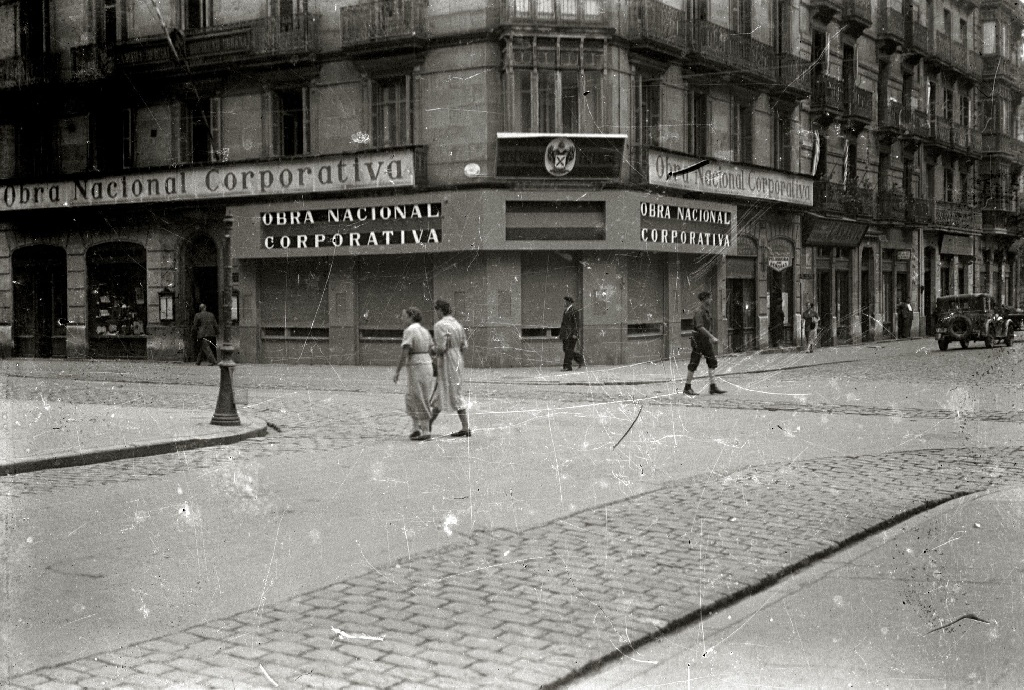
Vista de las sedes de la Obra Nacional Corporativa y Policlínica de Auxilio Social.

Durant la guerra civil, el 1936, es van crear institucions i organismes específics per pal·liar les penúries ambdós bàndols. Des del costat republicà, es va crear el Socorro Rojo i al bàndol nacional Auxilio de Invierno, que va néixer posant en marxa menjadors infantils; després es convertí en l'Auxilio Social (1937), integrat a la Falange Espanyola. Les seves actuacions s'estructuraven en tres branques: “auxilio de invierno” (per a necessitats alimentàries), servei d'informació social (visites a domicili) i protecció a la mare i fill/a, anomenat "Casas de la Madre", eren serveis per a embarassades, centres de maternitat, alimentació infantil i llars per als nens i nenes. Cada any, el nombre de menjadors i cuines augmentava amb gran freqüència. A partir dels anys 40, després de la mort de Franco i el començament de la Transició, Auxilio Social va passar a dependre de l'institut d'assistència Social del Ministeri de Governació, d'aquí van sorgir els serveis socials.

## Situació actual
Actualment, a causa de la crisi econòmica, cada vegada són més les persones que es queden sense treball i a conseqüència d'això els és difícil cobrir les seves necessitats bàsiques. La taxa de risc de pobresa de la població de Catalunya se situa en el 20,0% l'any 2017 segons IDESCAT.
L'any 2016 els ingressos mitjans nets anuals dels catalans han estat de 31.411 euros per llar i de 12.712 euros per persona, un 0,2% i un 0,4% més en relació amb l'any anterior, segons l'Institut d'Estadística de Catalunya (Idescat).
La taxa de risc de pobresa se situa en el 20,0% l'any 2017, vuit dècimes més que la de l'any anterior. La població més afectada per aquest increment és la de menys de 16 anys, amb una taxa del 28,5%, 4,5 punts més que l'any anterior. La població de 16 a 64 anys manté la mateixa taxa de risc de pobresa (19,0%), mentre que la de més de 65 anys augmenta mig punt (15,5%).

## Tipus
Hi ha molts elements que diferencien els menjadors socials, això dona lloc a què no hi hagi un model general característic del servei. Un d'aquests elements és el finançament, hi ha menjadors socials regits per entitats i altres de municipals. Els regits per entitats poden ser sense ànim de lucre, o bé laiques o bé religioses i estableixen la seva pròpia normativa amb accés lliure i sense cap restricció. Els Municipals, depenen dels serveis socials, de la comunitat autònoma o dels ajuntaments i per accedir a aquest servei és necessari presentar un carnet on figuri que la persona compleix amb els requisits bàsics necessaris.
Altres diferenciacions podrien ser la implicació de les persones usuàries del servei: l'usuari pot tenir un rol passiu i únicament es fa beneficiari del servei i té la responsabilitat de respectar les normes de comportament, o on l'usuari assumeix el 100% de la gestió del servei i funcionen com a cooperatives (serien moviments socials alternatius i es parlaria més aviat de cuines comunitàries) o on l'usuari s'implica en tasques similars com ara, el voluntariat.
Un altre diferenciació és el pla de treball, el qual, pot ser treball social directe amb la persona, ja sigui amb la promoció personal, la millora d'hàbits i la realització d'activitats formatives i/o socials o que es vinculen a projectes de l'entorn, com per exemple horts comunitaris, projectes formatius o voluntariat, per tal de complementar el treball amb la persona beneficiària. Per finalitzar en la modalitat de cuina també hi han diferenciacions com per exemple si es proveeixen de cuines externes o si tenen cuina pròpia, si ofereixen menús complet o ofereixen entrepans o un sol plat.
Normalment tots els menjadors obren al migdia, però també ofereixen l'oportunitat d'agafar àpats per emportar-se, per cobrir el sopar. En general, tots els menjadors socials tenen menús especials per persones amb al·lèrgies, intoleràncies, diabètics o amb altres problemes digestius, també per les diferents ètnies.

## Normatives

### Serveis socials
Els serveis socials estan regulats per les lleis de les diferents comunitats autònomes. Els definits per la nova llei catalana 12/2007, són: "Els serveis socials són un dels sistemes de benestar social, conjuntament amb la seguretat social, el sistema de salut, el sistema d'educació, les polítiques per a l'ocupació, les polítiques d'habitatge i altres actuacions públiques en l'àmbit de la cultura i l'esport. Els serveis socials són el conjunt d'intervencions públiques que tenen com a objectiu garantir les necessitats bàsiques dels ciutadans, donant atenció al manteniment de la seva autonomia personal, promovent el desenvolupament de les capacitats personals, en un marc de respecte per la dignitat de les persones." El Sistema Català de Serveis Socials té la missió d'assegurar la igualtat d'oportunitats i el dret de les persones a viure dignament durant totes les etapes de la seva vida. En aquest sentit, treballa per cobrir les necessitats personals bàsiques i socials, garantir l'accés universal i els estàndards de qualitat òptims, i contribuir al benestar de les persones i dels grups en la comunitat (Pla Estratègic de Serveis Socials de Catalunya 2010-2013).
La Llei 12/2007 de serveis socials, en l'article 31, atribueix als municipis les competències següents, entre d'altres: 
- Crear i gestionar els serveis socials necessaris.
- Establir els centres i complir les funcions pròpies dels serveis socials bàsics.
- Coordinar els serveis socials locals, els equips professionals locals dels altres sistemes de benestar social, les entitats associatives i les que actuen en l'àmbit dels serveis socials locals.

Els Serveis Socials Bàsics (SSB) són el primer nivell del sistema públic de serveis socials. S'adrecen a tota la població empadronada al municipi, especialment a aquelles persones, famílies i grups que es troben en situació d'especial necessitat. Els SSB es concreten en l'atenció domiciliària, l'allotjament d'urgència, el menjador social, la intervenció socioeducativa no residencial per a infants i adolescents, i els equips bàsics d'atenció social.
Els requisits per accedir a aquest servei municipal són els següents, encara que poden variar segons el municipi: 
- Acreditació de la situació de necessitat, d'acord amb els articles 8, 9 i 10 i l'Annex 2 del Decret 27/2003, de 21 de gener,[11] d'atenció social primària.
  - Ser major de 18 anys.
  - Disposar d'ingressos inferiors a la Renta de Garantía d'Ingressos.
  - Acceptar les normes de funcionament dels menjadors socials.
- Per a les persones estrangeres, els requisits establerts en la normativa vigent d'estrangeria i d'acollida i integració de les persones immigrades.
- La resta de requisits d'accés establerts en l'ordenament jurídic vigent.

Els equips professionals mantindran com a mínim una entrevista individual per tal d'avaluar la seva situació de necessitat i comprovar si compleix els requisits establerts per a la concessió d'aquest recurs.
Inscripció en el RESES (Registre d'Entitats, Serveis i Establiments Socials) és un registre adscrit al servei d'inspecció i registre que és regulat per l'Ordre de 15 de juliol de 1987, de desplegament de les normes d'autorització administrativa de serveis i establiments socials i de funcionament del registre d'entitats, serveis i establiments. L'actual llei de serveis socials manté l'obligatorietat del registre. Article 89 (LLEI 12/2007, d'11 d'octubre, de serveis socials): activitats sotmeses a control.

### Seguretat alimentària
Un establiment de restauració col·lectiva social implica haver de tramitar el registre sanitari corresponent i assumir responsabilitats en la seguretat alimentària dels consumidors finals que s'atenent. Per la natura de la seva activitat, els centres de restauració col·lectiva social han de registrar-se en el RSIPAC (Registre Sanitari d'Indústries i Productes Alimentaris de Catalunya).
En funció del tipus d'activitat, els establiments alimentaris han d'inscriure’s en el registre d'àmbit estatal (RGSEAA), en el registre autonòmic (RSICAP) o en el Registre Municipal d'Activitats Alimentàries. En el cas de restauració col·lectiva social, com els menjadors socials, el registre de referència és l'autonòmic, RSIPAC, gestionat per l’Agència de Salut Pública de Catalunya.
La normativa de referència sobre seguretat alimentària per a establiments que distribueixen menjar preparat – siguin elaborats o no en cuina pròpia - emana principalment del Reglament (CE) 852/2004 del parlament europeu i del consell, de 29 d'abril de 2004, relatiu a la higiene dels productes alimentaris i el reial decret 3484/2000, del 29 de desembre, pel qual s'estableixen les normes d'higiene per a l'elaboració, distribució i comerç de menjars preparats, última actualització publicada el 8/11/2011.
Aquesta normativa regula les condicions de les estructures, de les pràctiques correctes de manipulació i de l'obligació de que cada empresa gestora del subministrament del menjar preparat disposi del seu propi sistema d'autocontrol, com a mètode preventiu per evitar els riscos sanitaris relacionats amb el consum dels aliments. Aquest sistema d'autocontrol, segons la normativa, ha de basar-se en l'Anàlisi de Perills i Punts de Control Crític (APPCC).